# Срђан Тимаров
Срђан Тимаров (Београд, 7. август 1976) је српски глумац. Глуму је завршио на Академији у Новом Саду, у класи професора Радета Марковића. Свој глумачки деби имао је у Српском народном позоришту у Новом Саду, где је био члан ансамбла све до преласка у Југословенско драмско позориште у Београду априла 2001.
Син је српске политичарке јеврејског порекла Кларе Мандић.
Из брака са телевизијском водитељком Наташом Миљковић има сина Лазара.

## Театрографија
- „Мера за меру“ као Луције (СНП)
- „Мрешћење шарана“ (СНП)
- „Крајности“ (СНП)
- „Вере и завере“ (СНП)
- „Лаки комад“ (СНП)
- „Ожалошћена породица“ (СНП)
- „Ослобођење Скопља“ (СНП)
- „Супермаркет“,
- „Терапија“ (Атеље 212)
- "Halflife" (Атеље 212)
- „У посети код господина Грина“ (Атеље 212)
- „Поморанџина кора“ (Атеље 212)
- „Шума блиста“ (Атеље 212)
- „Млетачки трговац“,
- „Андромах“,
- „Павиљони“
- „Патуљци“
- "Les Miserables (Јадници)" (Мадленианум Опера и Театар)
- „Животињска фарма“ (са трупом Торпедо)
- "Overlaping" (са трупом Торпедо)
- „Етно циркус“ (са трупом Торпедо)
- „Само нека буде лепо“ (ЈДП)

## Филмографија
| Год.        | Назив                                 | Улога                              |
| ----------- | ------------------------------------- | ---------------------------------- |
| 2000-те     |                                       |                                    |
| 2003.       | У посети код господина Грина          | Рос Гардинер                       |
| 2002—2003.  | Лисице (ТВ серија)                    | Жика                               |
| 2004.       | Te quiero, Радиша                              | адвокат                            |
| 2005.       | Кошаркаши                             |                                    |
| 2006.       | Прича о Џипсију Тролману              | Џипси Тролман                      |
| 2007.       | Мера за меру                          | Луције                             |
| 2008.       | Април и детективи (ТВ филм)           |                                    |
| 2009.       | Свети Георгије убива аждаху           | Микан                              |
| 2009.       | Оно као љубав                         | Божа                               |
| 2010-те     |                                       |                                    |
| 2010.       | Монтевидео, Бог те видео!             | Коста Хаџи                         |
| 2010.       | На слово, на слово                    | велики Лаф                         |
| 2011—2012.  | Цват липе на Балкану (ТВ серија)      | Пол Валић                          |
| 2013.       | Фалсификатор                          |                                    |
| 2012.       | Монтевидео, Бог те видео! (ТВ серија) | Коста Хаџи                         |
| 2013.       | На путу за Монтевидео                 | Коста Хаџи                         |
| 2014.       | Монтевидео, видимо се!                | Коста Хаџи                         |
| 2014.       | Стварање света                        |                                    |
| 2014.       | Монтевидео, видимо се! (ТВ серија)    | Коста Хаџи                         |
| 2016-данас. | Државни посао                         | Гроф Секереши                      |
| 2016.       | Слепи путник на броду лудака          | Душан Срезојевић                   |
| 2017–2019.  | Сенке над Балканом                    | Видоје                             |
| 2019.       | Делиријум тременс                     | Џамба                              |
| 2019.       | Слатке муке                           | Катарина Недовић                   |
| 2020-те     |                                       |                                    |
| 2020.       | Мама и тата се играју рата            | Дебели                             |
| 2020-2021.  | Клан                                  | Гиле                               |
| 2021.       | Александар од Југославије (ТВ серија) | кнез Павле Карађорђевић            |
| 2021.       | Адвокадо                              | инспектор/психијатар/Стане Долежал |
| 2022.       | Чудне љубави                          | Гордан                             |
| 2023.       | Лако је Ралету                        | Маре Павловић                      |
| 2023.       | Што се боре мисли моје                | митрополит Михаило Јовановић       |
| 2024.       | Смола                                 | А манијак                          |
| 2025.       | Повратак Жикине династије             | Тадија                             |

## Награде
- Стеријина награда за улогу у представи „Павиљони“